# Râul Aluniș, Suceava
Râul Izvor este un curs de apă, afluent de stânga al râului Suceava.
Râul izvorăște din Obcina Mestecăniș la cota 1200 m. Lungimea cursului de apă este de 4 km iar suprafața de bazin de 7 km, altitudinea medie a bazinului fiind de 1142 m. Panta medie a cursului de apă este 58 ‰, iar coeficientul de sinuozitate 1,07.
Râul se varsă în râul Suceava la cota 970 m. în localitatea Izvoarele Sucevei

## Hărți
- Harta județului Suceava
- Harta Obcinele Bucovinene  Arhivat în 30 iulie 2009, la Wayback Machine.